# Serie B de México
La Serie B de México, antes llamada Liga de Nuevos Talentos de México, es el torneo de tercer nivel de fútbol profesional dentro del sistema de ligas de fútbol en México. Fue creada en la segunda mitad del año 2008, con la participación y aprobación de los dueños de los equipos de Segunda y Tercera División, siendo junto a la Serie A parte de la Segunda División de México.

## Historia
Esta liga nació en el torneo Apertura 2008 con el nombre de «Liga de Nuevos Talentos», cuando la Federación Mexicana de Fútbol con la aprobación de los presidentes de los equipos, tanto de Segunda como de Tercera División, decidió modificar el formato de la Segunda División repartiendo el número de equipos en dos divisiones, la Liga Premier de Ascenso y la Liga de Nuevos Talentos.
En 2017 el formato se volvió a modificar, el torneo en general pasó de ser llamado Segunda División a Liga Premier, mientras que la Liga Premier de Ascenso se transformó en Serie A y la Liga de Nuevos Talentos en Serie B. 
En 2018 el torneo sufrió una modificación de su formato, se pasó a jugar en torneo largo. Además, debido a la salida de varias franquicias, los equipos participantes fueron colocados en un grupo único. En 2020 se suspendió esta liga por los efectos económicos provocados por la pandemia de COVID-19, por lo que muchos clubes no participaron y otros tomaron parte de la Serie A. Para la temporada 2021-2022 la liga regresa a la actividad regular y vuelve cambiar su formato ya que se recuperaron los dos torneos cortos por temporada. Sin embargo el formato de dos torneos por temporada tendría una corta duración, ya que para el ciclo 2023-2024 la liga regresó al formato de un torneo por temporada con liguilla.Un año más tarde, para el ciclo 2024-25, estos cambios volvieron a ser revertidos, regresando al sistema de dos torneos por temporada.

## Sistema de competencia
En la Serie B están involucrados los equipos de la Segunda División denominados como en desarrollo, ya que cuentan con menor infraestructura que los de la Serie A, pero con el compromiso de trabajar para que en un tiempo corto puedan aspirar a jugar en la Serie A. Cuenta con 16 equipos, de los cuales, califican a la liguilla los siete mejores equipos, el líder del grupo se verá beneficiado pasando directamente a las semifinales, mientras que los otros seis equipos iniciarán la fase final con la etapa de reclasificación. El campeón de la temporada accederá a la Serie A, siempre y cuando cumpla con los requisitos para competir por el ascenso a la Liga de Ascenso. Si los equipos de esta rama logran mejorar su infraestructura, estos pueden ser promovidos a la categoría superior sin necesidad de conseguir un logro deportivo.

## Equipos participantes (Temporada 2025-26)
Lista de equipos participantes para la temporada 2025-26, dada conocer el 27 de junio de 2025.
| Equipo                 | Entrenador        | Ciudad                               | Fundación      | Estadio                               | Capacidad | Filial             |
| ---------------------- | ----------------- | ------------------------------------ | -------------- | ------------------------------------- | --------- | ------------------ |
| Acámbaro F.C.          | Francisco Tena    | Acámbaro, Guanajuato                 | 2025 (0 años)  | Fray Salvador Rangel                  | 4 000     |                    |
| Aguacateros CDU        | Edgar Tolentino   | Uruapan, Michoacán                   | 2018 (7 años)  | Unidad Deportiva Hermanos López Rayón | 5 000     | Atlético Morelia   |
| Artesanos Metepec F.C. | Gustavo Contreras | Metepec, Estado de México            | 2022 (3 años)  | U.D. Alarcón Hisojo "La Hortaliza"    | 2 000     |                    |
| Ayense                 | Ismael Ávila      | Ayotlán, Jalisco                     | 1988 (37 años) | Chino Rivas                           | 4 000     |                    |
| Caja Oblatos           | Rodolfo Martínez  | Tonalá, Jalisco                      | 2019 (6 años)  | U.D. Revolución Mexicana              | 3 000     |                    |
| Dragones de Oaxaca     | Omar Arellano     | Oaxaca, Oaxaca                       | 2018 (6 años)  | Tecnológico de Oaxaca                 | 14 950    |                    |
| Gorilas de Juanacatlán | Damián Osorno     | Juanacatlán, Jalisco                 | 2016 (9 años)  | Club Juanacatlán                      | 800       |                    |
| Huracanes Izcalli      | José Julio Huerta | Cuautitlán Izcalli, Estado de México | 2021 (4 años)  | Hugo Sánchez Márquez                  | 3 500     |                    |
| C.D. Poza Rica         | Alberto Segura    | Poza Rica, Veracruz                  | 1950 (75 años) | Heriberto Jara Corona                 | 10 000    |                    |
| F.C. Racing            | Víctor Hernández  | Boca del Río, Veracruz               | 2025 (0 años)  | Unidad Deportiva Hugo Sánchez         | 2 500     | Racing de Veracruz |

## Historial
| Torneo             | Campeón                                                                    | Subcampeón                                                                 | Descendió de Serie A                                                       | Ascendió a Serie B                                                         | Descendió a Tercera                                                        |
| ------------------ | -------------------------------------------------------------------------- | -------------------------------------------------------------------------- | -------------------------------------------------------------------------- | -------------------------------------------------------------------------- | -------------------------------------------------------------------------- |
| Apertura 2008      | UAE de Hidalgo                                                             | Alto Rendimiento Tuzo                                                      | X                                                                          | X                                                                          | X                                                                          |
| Clausura 2009      | América Coapa                                                              | UA de Tamaulipas                                                           | Atlético Lagunero Cachorros (Léon)                                         | Cruz Azul (Xochimilco)                                                     | Huracanes (Matamoros)                                                      |
| Apertura 2009      | UA de Tamaulipas                                                           | Durango                                                                    | X                                                                          | X                                                                          | X                                                                          |
| Bicentenario 2010  | UAE de Hidalgo                                                             | América Coapa                                                              | X                                                                          | América Manzanillo                                                         | X                                                                          |
| Independencia 2010 | Cachorros (UANL)                                                           | Académicos                                                                 | X                                                                          | X                                                                          | X                                                                          |
| Revolución 2011    | Cachorros (León)                                                           | Durango                                                                    | Águilas Reales                                                             | Santos Casino                                                              | FICUMDEP                                                                   |
| Apertura 2011      | Estudiantes                                                                | América Coapa                                                              | X                                                                          | X                                                                          | X                                                                          |
| Clausura 2012      | Académicos                                                                 | Pumas Naucalpan                                                            | Ébano                                                                      | Calor                                                                      | X                                                                          |
| Apertura 2012      | Académicos                                                                 | UAE de Hidalgo                                                             | X                                                                          | X                                                                          | X                                                                          |
| Clausura 2013      | Durango                                                                    | Pioneros                                                                   | Promesas Excélsior                                                         | Tecamachalco Zitácuaro Celaya                                              | Bavaria Tultitlán                                                          |
| Apertura 2013      | Pioneros                                                                   | Santos (Soledad)                                                           | X                                                                          | X                                                                          | X                                                                          |
| Clausura 2014      | Selva Cañera                                                               | Santos (Soledad)                                                           | Patriotas Universidad Autónoma de Tamaulipas                               | Real Zamora                                                                | Atlante Tabasco                                                            |
| Apertura 2014      | Mineros (Fresnillo)                                                        | Selva Cañera                                                               | X                                                                          | X                                                                          | X                                                                          |
| Clausura 2015      | Sahuayo                                                                    | Atlético San Luis                                                          | Atlético Veracruz                                                          | Sporting Canamy                                                            | No hubo descenso                                                           |
| Apertura 2015      | Universidad Autónoma de Tamaulipas                                         | Real Zamora                                                                | X                                                                          | X                                                                          | X                                                                          |
| Clausura 2016      | Real Zamora                                                                | Sporting Canamy                                                            | Petroleros                                                                 | Valle Verde                                                                | Llaneros                                                                   |
| Apertura 2016      | UA de Tamaulipas                                                           | Lobos Prepa                                                                | X                                                                          | X                                                                          | X                                                                          |
| Clausura 2017      | Yalmakan                                                                   | Calor de San Pedro                                                         | FC Politécnico Titanes Saltillo                                            | X                                                                          | Alacranes R. Apatzingán                                                    |
| Apertura 2017      | Yalmakan                                                                   | Tlaxcala                                                                   | X                                                                          | X                                                                          | X                                                                          |
| Clausura 2018      | Orizaba                                                                    | U de G "B"                                                                 | Sporting Canamy                                                            | Marina                                                                     | Cuatetes Acapulco                                                          |
| 2018-19            | Cañoneros Marina                                                           | Deportivo Cafessa                                                          | Suspendido                                                                 | San Francisco Aguacateros CDU                                              | Suspendido                                                                 |
| 2019-20            | Torneo cancelado debido a la pandemia del COVID-19.                        | Torneo cancelado debido a la pandemia del COVID-19.                        | Torneo cancelado debido a la pandemia del COVID-19.                        | Torneo cancelado debido a la pandemia del COVID-19.                        | Torneo cancelado debido a la pandemia del COVID-19.                        |
| 2020-21            | Torneo celebrado de manera conjunta entre los clubes de Serie A y Serie B. | Torneo celebrado de manera conjunta entre los clubes de Serie A y Serie B. | Torneo celebrado de manera conjunta entre los clubes de Serie A y Serie B. | Torneo celebrado de manera conjunta entre los clubes de Serie A y Serie B. | Torneo celebrado de manera conjunta entre los clubes de Serie A y Serie B. |
| Apertura 2021      | Aguacateros CDU                                                            | Calor                                                                      | X                                                                          | X                                                                          | X                                                                          |
| Clausura 2022      | Aguacateros CDU                                                            | Alebrijes "B"                                                              | Suspendido                                                                 | Chilpancingo                                                               | Suspendido                                                                 |
| Apertura 2022      | Calor                                                                      | Alebrijes "B"                                                              | X                                                                          | X                                                                          | X                                                                          |
| Clausura 2023      | Alebrijes "B"                                                              | T'HÓ Mayas                                                                 | Suspendido                                                                 | Artesanos Metepec Poza Rica                                                | Suspendido                                                                 |
| 2023-24            | Aguacateros CDU                                                            | Ayense                                                                     | Suspendido                                                                 | Yautepec                                                                   | Suspendido                                                                 |
| Apertura 2024      | Santiago                                                                   | Artesanos Metepec                                                          | X                                                                          | X                                                                          | X                                                                          |
| Clausura 2025      | Santiago                                                                   | Atlético Pachuca                                                           | Suspendido                                                                 | TBA                                                                        | Suspendido                                                                 |

## Campeonatos por club
| Equipo            | Títulos | Subtítulos | Años Campeón                                | Años Subcampeón                  |
| ----------------- | ------- | ---------- | ------------------------------------------- | -------------------------------- |
| Correcaminos "B"  | 3       | 1          | Apertura 2009, Apertura 2015, Apertura 2016 | Clausura 2009                    |
| Aguacateros CDU   | 3       | -          | Apertura 2021, Clausura 2022, 2023-2024     | -                                |
| Académicos Atlas  | 2       | 1          | Clausura 2012, Apertura 2012                | Independencia 2010               |
| Garzas U.A.E.H.   | 2       | 1          | Apertura 2008, Bicentenario 2010            | Apertura 2012                    |
| Santiago F.C.     | 2       | -          | Apertura 2024, Clausura 2025                | -                                |
| Yalmakan F.C.     | 2       | -          | Clausura 2017, Apertura 2017                | -                                |
| Alebrijes "B"     | 1       | 2          | Clausura 2023                               | Clausura 2022, Apertura 2022     |
| Club Calor        | 1       | 2          | Apertura 2022                               | Clausura 2017, Apertura 2021     |
| Durango           | 1       | 2          | Clausura 2013                               | Apertura 2009, Revolución 2011   |
| América "B"       | 1       | 2          | Clausura 2009                               | Bicentenario 2010, Apertura 2011 |
| Real Zamora       | 1       | 1          | Clausura 2016                               | Apertura 2015                    |
| Zacatepec "B"     | 1       | 1          | Clausura 2014                               | Apertura 2014                    |
| Pioneros Cancún   | 1       | 1          | Apertura 2013                               | Clausura 2013                    |
| Cañoneros Marina  | 1       | -          | 2018-2019                                   | -                                |
| Orizaba           | 1       | -          | Clausura 2018                               | -                                |
| Tigres Sahuayo    | 1       | -          | Clausura 2015                               | -                                |
| Mineros Fresnillo | 1       | -          | Apertura 2014                               | -                                |
| Tecos "B"         | 1       | -          | Apertura 2011                               | -                                |
| León "B"          | 1       | -          | Revolución 2011                             | -                                |
| Tigres "B"        | 1       | -          | Independencia 2010                          | -                                |
| Santos de Soledad | -       | 2          | -                                           | Apertura 2013, Clausura 2014     |
| Atlético Pachuca  | -       | 1          | -                                           | Clausura 2025                    |
| Artesanos Metepec | -       | 1          | -                                           | Apertura 2024                    |
| Ayense            | -       | 1          | -                                           | 2023-2024                        |
| T'HÓ Mayas        | -       | 1          | -                                           | Clausura 2023                    |
| Deportivo Cafessa | -       | 1          | -                                           | 2018-2019                        |
| U de G "B"        | -       | 1          | -                                           | Clausura 2018                    |
| Coyotes Tlaxcala  | -       | 1          | -                                           | Apertura 2017                    |
| Lobos "B"         | -       | 1          | -                                           | Apertura 2016                    |
| Sporting Canamy   | -       | 1          | -                                           | Clausura 2016                    |
| San Luis "B"      | -       | 1          | -                                           | Clausura 2015                    |
| Pumas "B"         | -       | 1          | -                                           | Clausura 2012                    |
| A.R. Tuzo         | -       | 1          | -                                           | Apertura 2008                    |